# Флореста (Парана)
Флореста (порт. Floresta) — муниципалитет в Бразилии, входит в штат Парана. Составная часть мезорегиона Северо-центральная часть штата Парана. Входит в экономико-статистический  микрорегион Флораи. Население составляет 5562 человека на 2006 год. Занимает площадь 158,092 км². Плотность населения — 35,2 чел./км².
Праздник города — 25 июля.

## История
Город основан в 1960 году.

## Статистика
- Валовой внутренний продукт на 2003 год составляет 55 412 720,00 реалов (данные: Бразильский институт географии и статистики).
- Валовой внутренний продукт на душу населения на 2003 год составляет 10 338,19 реалов (данные: Бразильский институт географии и статистики).
- Индекс развития человеческого потенциала на 2000 год составляет 0,773 (данные: Программа развития ООН).

## География
Климат местности: субтропический. В соответствии с классификацией Кёппена, климат относится к категории Cfb.